# (9258) Johnpauljones
(9258) Johnpauljones (2137 T-2) – planetoida z pasa głównego asteroid okrążająca Słońce w ciągu 3,15 lat w średniej odległości 2,15 j.a. Odkryta 29 września 1973 roku.